# Yuecheng
Yuecheng (chinesisch 越城区, Pinyin Yuèchéng Qū) ist ein Stadtbezirk der bezirksfreien Stadt Shaoxing in der chinesischen Provinz Zhejiang am Südufer der Hangzhou-Bucht im Westteil der Ningshao-Ebene am nördlichen Fuß des Kuaiji Shan (会稽山). Yuecheng hat eine Fläche von 492,9 km² und zählt 1.020.037 Einwohner (Stand: Zensus 2020). Er ist Zentrum und Sitz der Stadtregierung.

## Administrative Gliederung
Auf Gemeindeebene setzt sich der Stadtbezirk aus sieben Straßenvierteln und sieben Großgemeinden zusammen. Diese sind:
- Straßenviertel Tashan 塔山街道
- Straßenviertel Fushan 府山街道
- Straßenviertel Beihai 北海街道
- Straßenviertel Jishan 蕺山街道
- Straßenviertel Chengnan 城南街道
- Straßenviertel Qishan 稽山街道
- Straßenviertel Didang 迪荡街道
- Großgemeinde Lingzhi 灵芝镇
- Großgemeinde Donghu 东湖镇
- Großgemeinde Gaobu 皋埠镇
- Großgemeinde Mashan 马山镇
- Großgemeinde Doumen 斗门镇
- Großgemeinde Jianhu 鉴湖镇
- Großgemeinde Dongpu 东浦镇